# ألبي

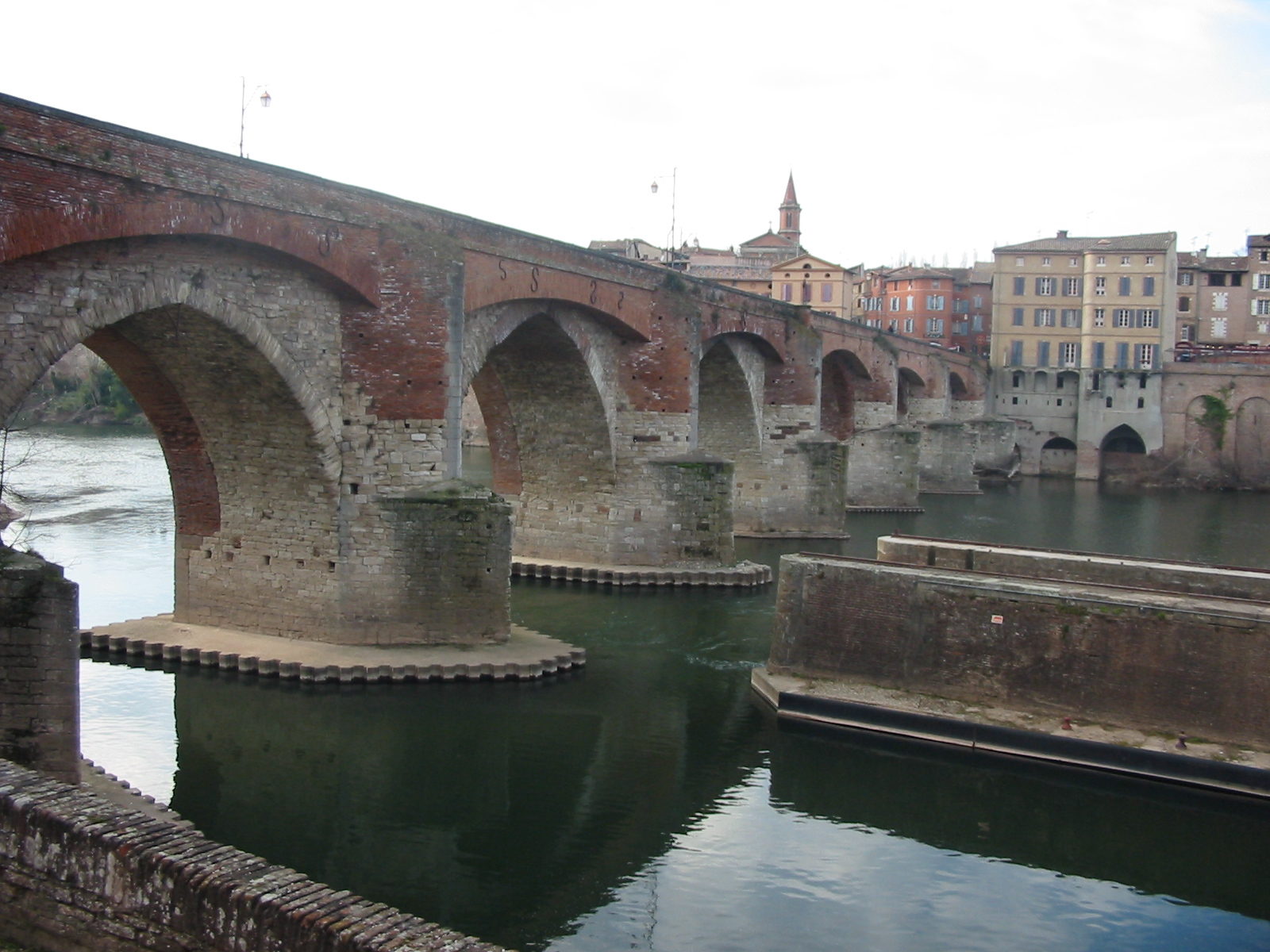
ألبي

ألبي (بالفرنسية: Albi)‏ هي مدينة فرنسية تقع في جنوب البلاد. يبلغ عدد سكانها 48916 نسمة (إحصاءات 2010).
تقع مدينة ألبي في مقاطعة تارن الفرنسية Tarn 81 والتي تقع بدورها في جنوب فرنسا في منطقةٍ Midi-Pyrénées
اللفت للانتباه في مدينة ألبي هو الكتيدرائية سانت سيليسيا، وقصر بوربي القصر السابق لرئيس اساقفة ألبي. ويقع هذان المعلمان في وسط المدينة التاريخية بجوار النهر الكبير.

## المناخ
يظهر الجدول التالي التغييرات المناخية على مدار السنة لألبي:
| البيانات المناخية لـألبي          | البيانات المناخية لـألبي | البيانات المناخية لـألبي | البيانات المناخية لـألبي | البيانات المناخية لـألبي | البيانات المناخية لـألبي | البيانات المناخية لـألبي | البيانات المناخية لـألبي | البيانات المناخية لـألبي | البيانات المناخية لـألبي | البيانات المناخية لـألبي | البيانات المناخية لـألبي | البيانات المناخية لـألبي | البيانات المناخية لـألبي |
| الشهر                             | يناير                    | فبراير                   | مارس                     | أبريل                    | مايو                     | يونيو                    | يوليو                    | أغسطس                    | سبتمبر                   | أكتوبر                   | نوفمبر                   | ديسمبر                   | المعدل السنوي            |
| --------------------------------- | ------------------------ | ------------------------ | ------------------------ | ------------------------ | ------------------------ | ------------------------ | ------------------------ | ------------------------ | ------------------------ | ------------------------ | ------------------------ | ------------------------ | ------------------------ |
| الدرجة القصوى °م (°ف)             | 19.5 (67.1)              | 24.7 (76.5)              | 28.3 (82.9)              | 29.9 (85.8)              | 33.5 (92.3)              | 40.5 (104.9)             | 40.8 (105.4)             | 41.4 (106.5)             | 36.4 (97.5)              | 31.4 (88.5)              | 25.3 (77.5)              | 21.0 (69.8)              | 41.4 (106.5)             |
| متوسط درجة الحرارة الكبرى °م (°ف) | 9.4 (48.9)               | 11.2 (52.2)              | 14.7 (58.5)              | 17.4 (63.3)              | 21.6 (70.9)              | 25.5 (77.9)              | 28.7 (83.7)              | 28.4 (83.1)              | 24.7 (76.5)              | 19.7 (67.5)              | 13.2 (55.8)              | 9.8 (49.6)               | 18.7 (65.7)              |
| متوسط درجة الحرارة الصغرى °م (°ف) | 1.4 (34.5)               | 1.7 (35.1)               | 3.8 (38.8)               | 6.2 (43.2)               | 10.2 (50.4)              | 13.6 (56.5)              | 15.8 (60.4)              | 15.6 (60.1)              | 12.3 (54.1)              | 9.5 (49.1)               | 4.9 (40.8)               | 2.1 (35.8)               | 8.1 (46.6)               |
| أدنى درجة حرارة °م (°ف)           | −18.6 (−1.5)             | −12.0 (10.4)             | −9.8 (14.4)              | −2.9 (26.8)              | −0.2 (31.6)              | 4.3 (39.7)               | 6.5 (43.7)               | 4.9 (40.8)               | 1.0 (33.8)               | −2.7 (27.1)              | −9.4 (15.1)              | −10.5 (13.1)             | −18.6 (−1.5)             |
| الهطول مم (إنش)                   | 55.9 (2.20)              | 53.1 (2.09)              | 51.5 (2.03)              | 82.0 (3.23)              | 79.9 (3.15)              | 64.4 (2.54)              | 40.6 (1.60)              | 55.9 (2.20)              | 57.1 (2.25)              | 65.4 (2.57)              | 60.0 (2.36)              | 65.1 (2.56)              | 730.9 (28.78)            |
| متوسط أيام هطول الأمطار           | 10.2                     | 8.4                      | 8.8                      | 10.2                     | 9.6                      | 7.3                      | 5.1                      | 6.5                      | 6.7                      | 9.1                      | 9.7                      | 10.0                     | 101.7                    |
| ساعات سطوع الشمس الشهرية          | 96.6                     | 118.6                    | 177.0                    | 183.6                    | 219.3                    | 244.9                    | 270.6                    | 255.7                    | 213.5                    | 154.1                    | 92.7                     | 86.8                     | 2٬113٫2                  |
| المصدر: Météo France              |                          |                          |                          |                          |                          |                          |                          |                          |                          |                          |                          |                          |                          |

## معرض صور

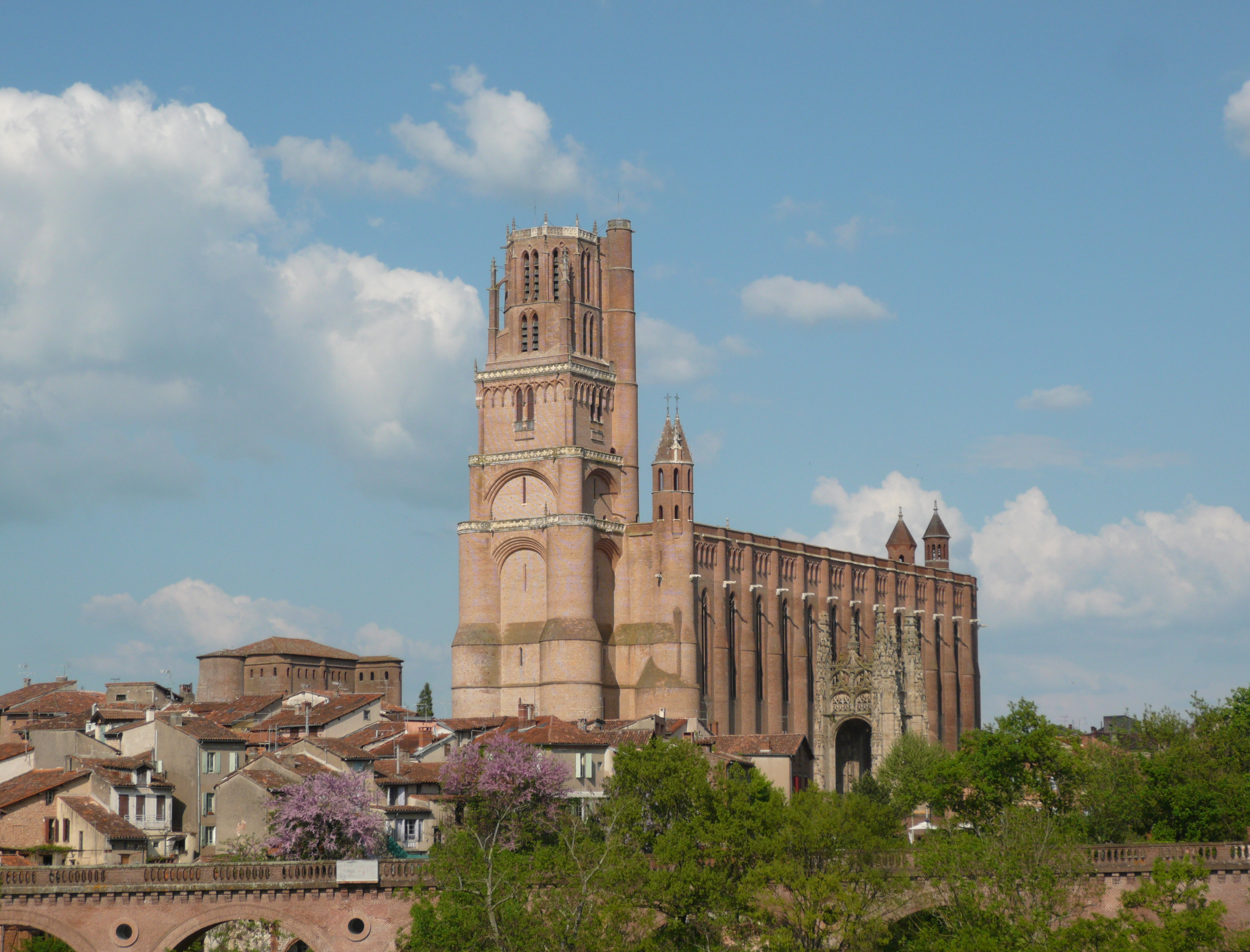
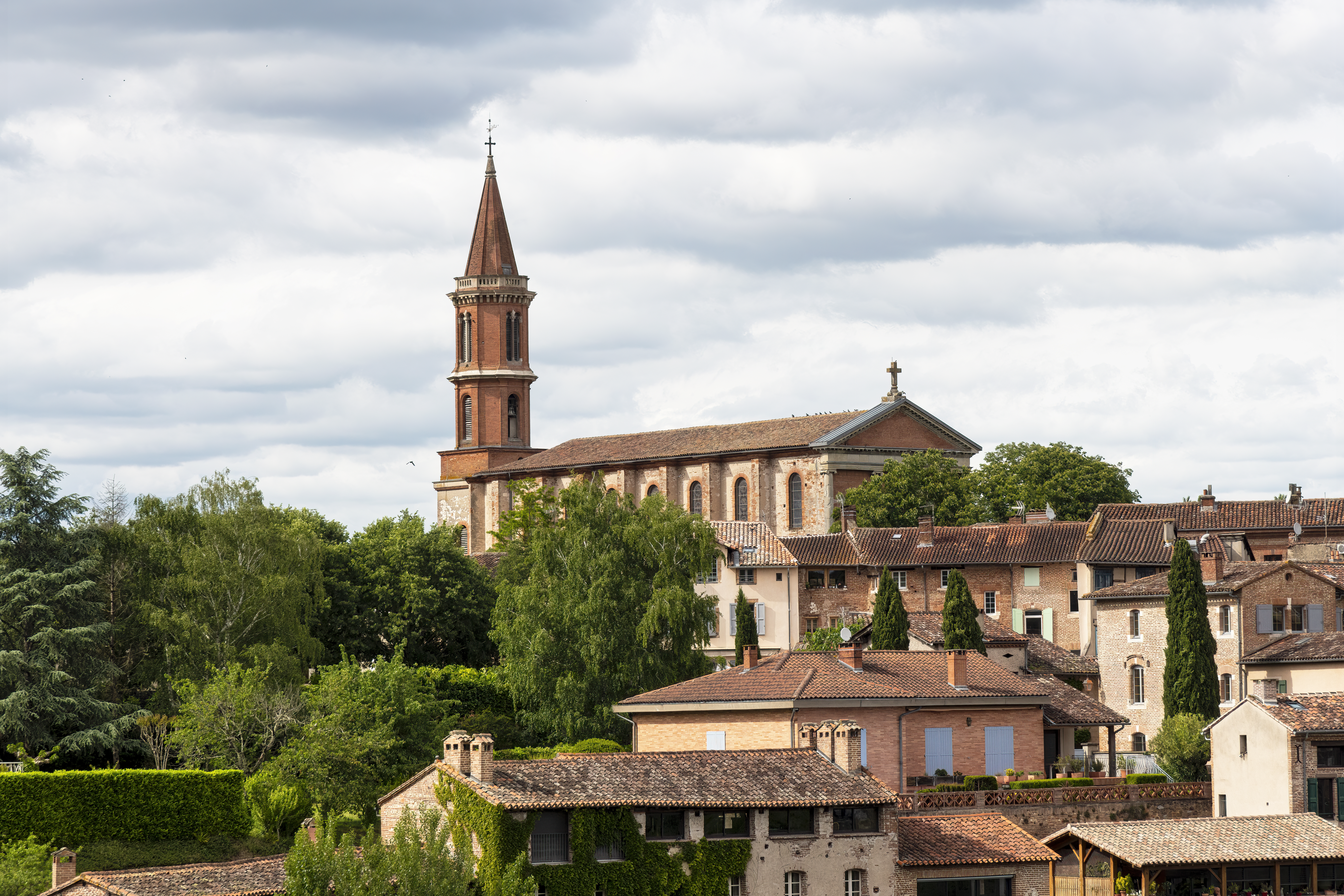
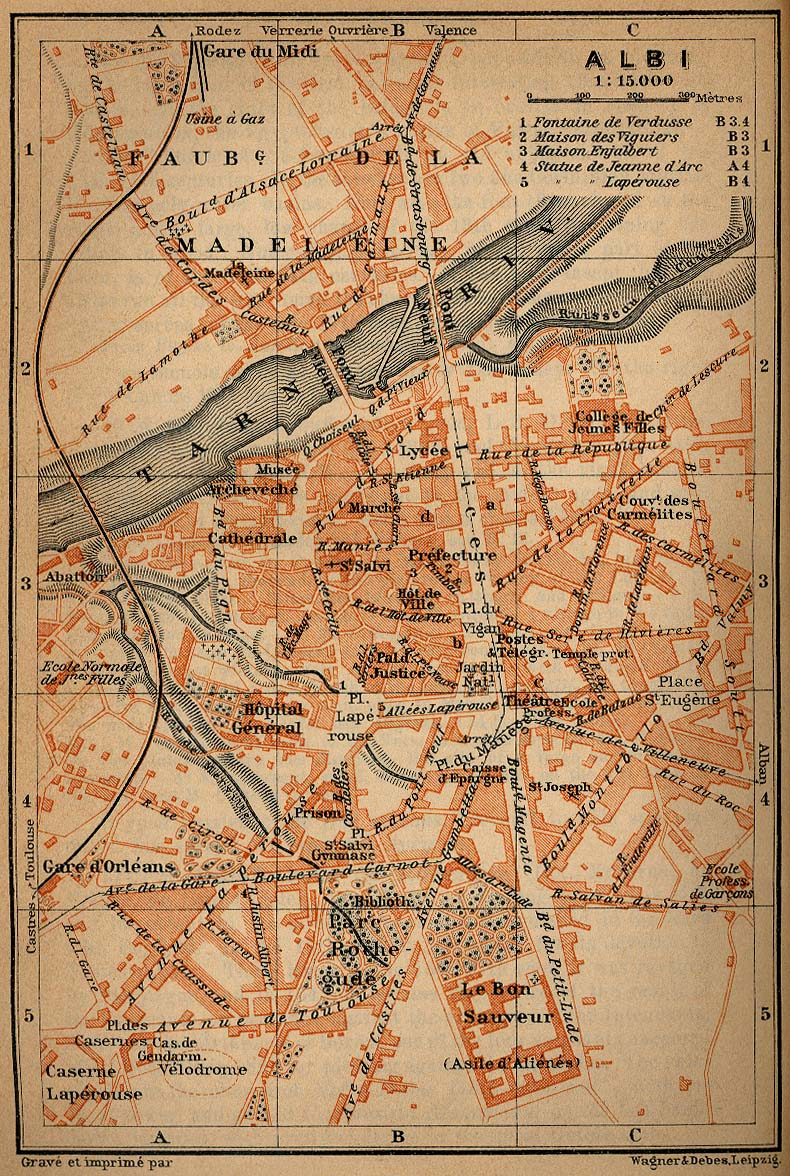
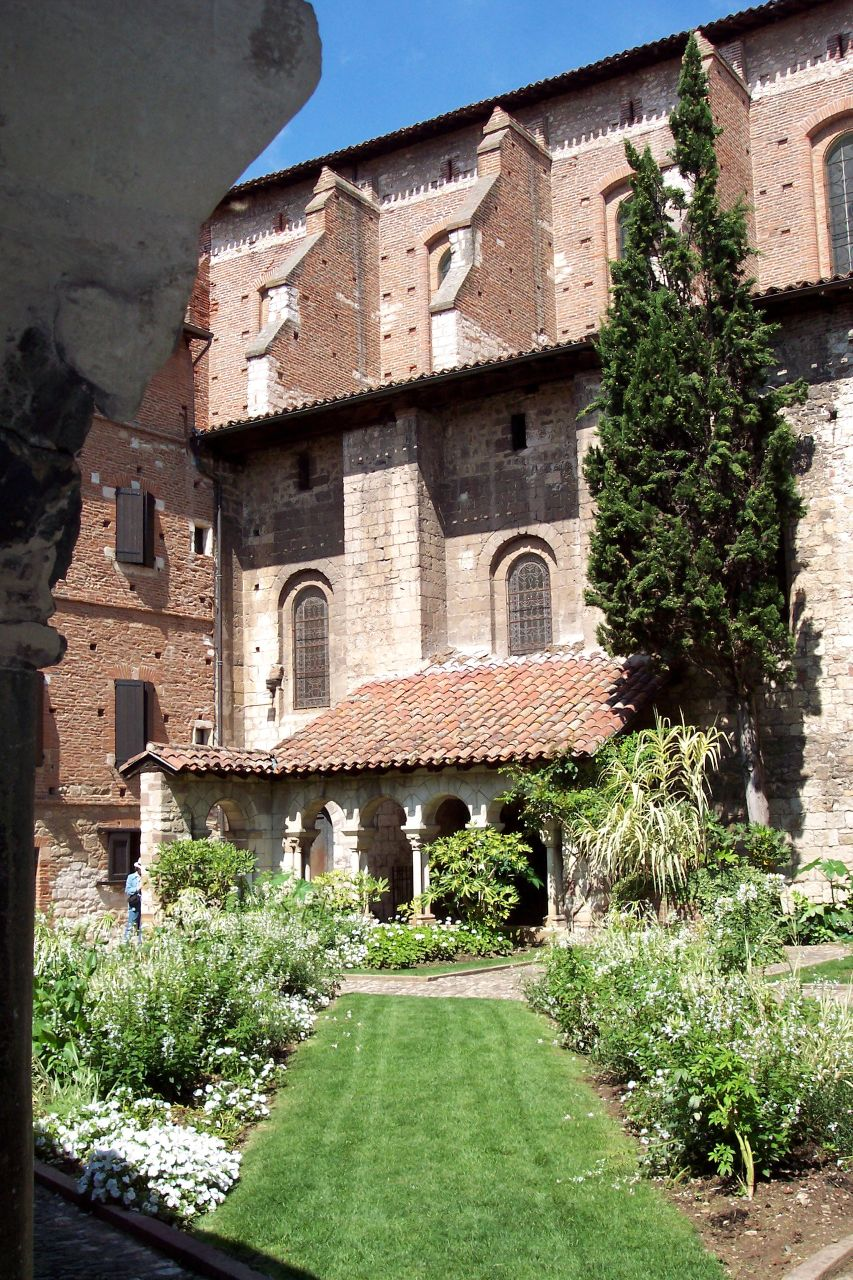

## توأمة
لألبي اتفاقيات توأمة مع كل من:
- جيرونة
- بالو ألتو
- Randwick City Council [الإنجليزية]‏
- أبومية

## أعلام
- بيير بنوا
- جيرالد باسي
- داريو أمبروزيني
- ألكسيس ماسبو
- جان فرانسوا دو لابيروز
- كورت كيلر
- ميشيل هنري
- أنري تولوز لوترك